# Acer sinopurpurascens
Acer sinopurpurascens là một loài thực vật có hoa trong họ Bồ hòn. Loài này được W.C.Cheng mô tả khoa học đầu tiên năm 1931.